# Aglenus brunneus
Aglenus brunneus är en skalbaggsart som först beskrevs av Leonard Gyllenhaal 1813.  Aglenus brunneus ingår i släktet Aglenus och familjen trädbasbaggar. Enligt den svenska rödlistan är arten otillräckligt studerad i Sverige. Arten förekommer på Öland och Götaland. Artens livsmiljö är jordbrukslandskap, stadsmiljö. Inga underarter finns listade i Catalogue of Life.

## Bildgalleri

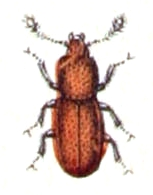